# Grapeland
Grapeland is een plaats (city) in de Amerikaanse staat Texas, en valt bestuurlijk gezien onder Houston County.

## Demografie
Bij de volkstelling in 2000 werd het aantal inwoners vastgesteld op 1451.
In 2006 is het aantal inwoners door het United States Census Bureau geschat op 1406, een daling van 45 (-3,1%).

## Geografie
Volgens het United States Census Bureau beslaat de plaats een oppervlakte van
5,1 km², geheel bestaande uit land. Grapeland ligt op ongeveer 107 m boven zeeniveau.

## Plaatsen in de nabije omgeving
De onderstaande figuur toont nabijgelegen plaatsen in een straal van 36 km rond Grapeland.